# Aguaje del Zapote
Aguaje del Zapote är en ort i Mexiko.   Den ligger i kommunen San Pedro Mixtepec -Dto. 22 - och delstaten Oaxaca, i den sydöstra delen av landet, 400 km sydost om huvudstaden Mexico City. Aguaje del Zapote ligger 17 meter över havet och antalet invånare är 300.
Terrängen runt Aguaje del Zapote är kuperad åt nordost, men åt sydväst är den platt. Havet är nära Aguaje del Zapote åt sydväst.  Närmaste större samhälle är Puerto Escondido, 11,6 km sydost om Aguaje del Zapote. 